# Vergenoegd
Vergenoegd – osada (buurt) w dzielnicy Mon Repos, miasta Willemstad, w dystrykcie Willemstad, w kraju autonomicznym Curaçao, należącym do Holandii, w Ameryce Południowej. 20 października 2023 r. liczyła 74 mieszkańców. Pod względem liczby mieszkańców Jest najmniejszą osadą w dzielnicy.